# 唐島基智三
唐島 基智三（からしま きちぞう、1906年1月1日 - 1976年7月30日）は、政治評論家、ジャーナリスト。

## 人物
広島県竹原市(当時は竹原町)出身で三男として生まれる。旧制忠海中学校（現在の広島県立忠海高等学校）、第六高等学校、東京帝国大学法学部政治学科を卒業した（1928年）。
東京帝国大学卒業後、国民新聞社に入社した。編集局長などを経て、1940年に退社した。1943年、東京新聞社（現在の中日新聞東京本社）に移り理事、論説委員長を務めた。
一時占領軍の公職追放令で一線を退いたが1950年の解除後、同社に復帰した。復社後は東京新聞の1面コラムに筆名・武原敏として「筆洗」を長きにわたり書き続けた。
1950年代からテレビによる国会中継が始まると、1957年放送開始のNHK『国会討論会』の司会を務め、自らの政治的立場は表に出さず、ソツなく巧みまた適当に鋭く、適当に砕けた司会ぶりは素人にも分かり易いと高い評価と人気を得た。お茶の間に政治の話題を持ち込んだ功労者である。『国会討論会』は、『日曜討論』と名を変え現在も続く長寿番組となっている。
東京新聞を退社した1960年からはNHK解説委員となり、1960年代の安保闘争時にはさらにテレビ出演が増え、党首会談などの司会も多く務めた。1961年、第12回NHK放送文化賞を受賞した。
1976年7月30日に死去した。政府は同年8月3日の閣議で、勲二等瑞宝章を贈ることを決定した。墓所は護国寺。
電通に勤務していた長女の夫・英三は名字を唐島に改めている。

## 著書
- 『アメリカ大財閥の暴露 ウォール街秘聞』訳編 日東書院　1933
- 『軍部・池田・結城のコンビは何を物語るか?』第百書房　1937
- 『林の退陣と近衛内閣出現の真相』第百書房　1937
- 『板垣征四郎と東条英機 陸軍の新首脳を語る』今日の問題社　『情報と解説』パンフレツト　1938
- 『平沼騏一郎と末次信正』今日の問題社　情報と解説 1938
- 『国家総動員法解説』編　清教社　1938
- 『事変下政界の点描』清教社　1940
- 『ちんぴら浪人』六興出版社 1953
- 『浪人ぐらし 随筆』鱒書房 1955
- 『昭和政界風雲録』実業之日本社 1957
- 『日本の断面 ひん曲った世相,東京新聞「筆洗」より』春陽堂書店 1958
- 『政治の季節 茶の間から国会まで"筆洗"する』内田老鶴圃 1961
- 『浪人生活を語る わたしの処世哲学』内田老鶴圃・老鶴圃新書　1961
- 『唐島基智三時評集』行政通信社 1973